# Polperro
Polperro (in lingua cornica: Porthpyra) è un villaggio antico di pescatori (e meta turistica) della costa sud-orientale della Cornovaglia, situato lungo il corso del fiume Pol e facente parte della parrocchia di Lansallos, distretto di Caradon, dell'Inghilterra sud-occidentale.

## Geografia fisica
Polperro si trova a circa 11 km ad est di Fowey e a circa 6 km ad ovest dalla nota località turistica di Looe e a circa 40 km ad ovest dalla città portuale di Plymouth.

## Storia

### Origini del nome
Il termine deriva, oltre che dal nome del fiume Pol anche dal termine cornico Porthpyra, che significa « porto di Pyra », in cui Pyra sarebbe un nome di persona.

### Fondazione
Polperro era in origine sotto la giurisdizione del maniero di Raphael, menzionato anche nel « Domesday Book ».

### Polperro e i contrabbandieri
A partire dal XII secolo, la località ebbe un forte sviluppo come cittadina portuale, e, parallelamente a ciò, si sviluppò anche il contrabbando di merci quali brandy, tè, tabacco, ecc.
Il contrabbando raggiunse il proprio apice nel XVIII secolo. Uno dei contrabbandieri più famosi legati a Polperro fu un ebraico certo Zephaniah Job (1749 – 1822).

## Monumenti e luoghi d'interesse
- Museo di Polperro[6]
- Couch's Great House, casa grande di Couch[7]
- The Shell House, casa interamente rivestita di conchiglie;

### Fuori dal centro villaggio
- Chiesa di Lansallos
- Chiesa di Talland
- Abbazia di Sclerder.

## Cultura

### Media
- Il videogioco The Lost Crown è interamente ambientato tra i paesaggi di Polperro, rinominato Saxton.
- Nel libro "Signore delle Ombre" della trilogia The Dark Artifices di Shadowhunters, lo stregone Malcolm Fade possiede una casa proprio a Polperro

## Economia

### Pesca
La tradizionale attività di sostentamento degli abitanti di Polperro è, sin dal XIII secolo, la pesca;

### Turismo
Il turismo è diventata l'attività principale di Polperro a partire dal XX secolo: nell'estate del 1970, il villaggio fu visitato da 25.000 persone;

## Galleria d'immagini

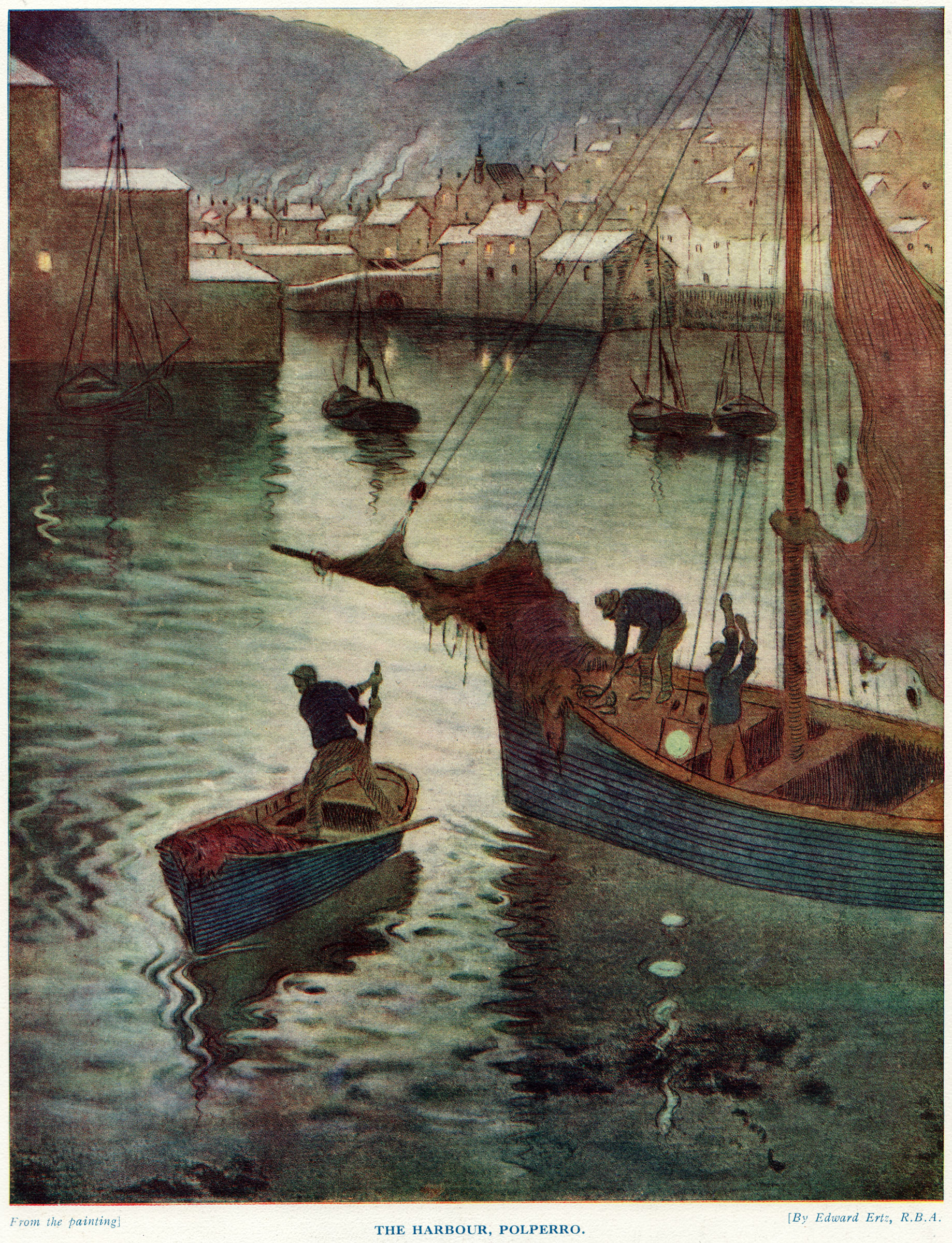
Polperro in un dipinto del 1910
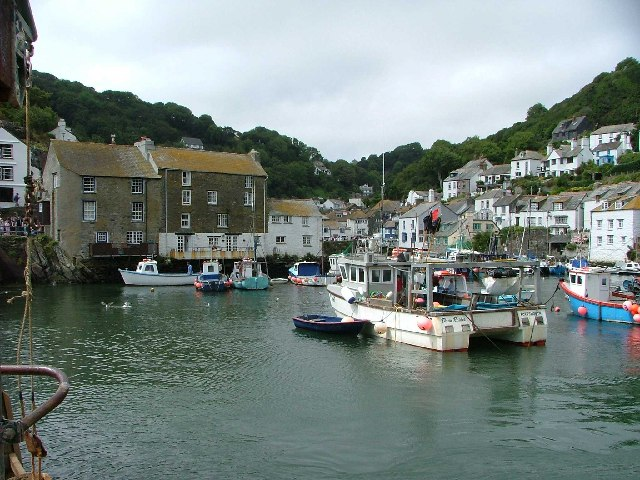
Vista del piccolo porto di Polperro
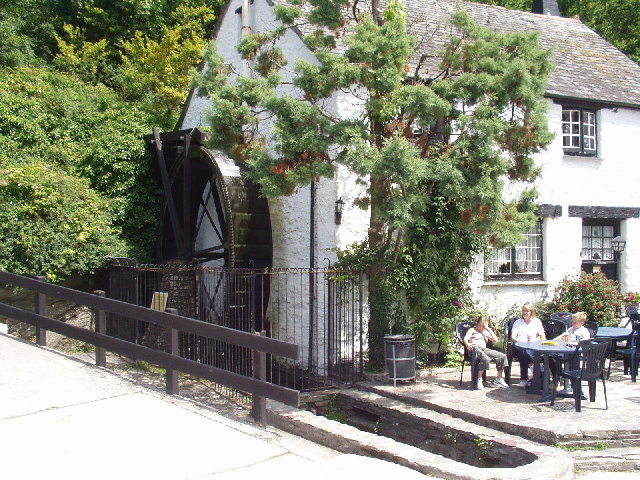
Mulino ad acqua di Polperro
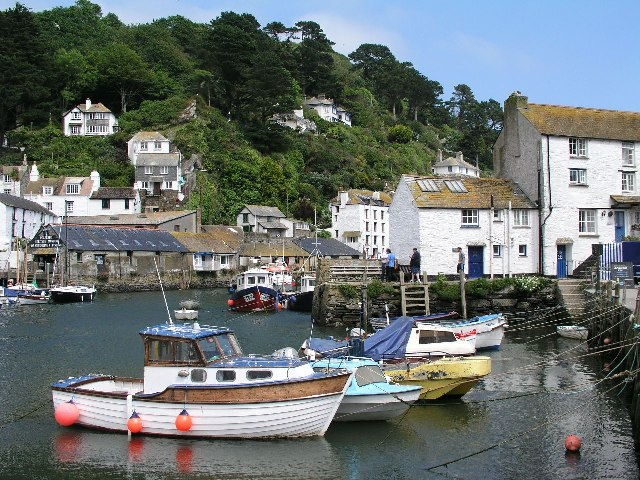
Il porto antico di Polperro
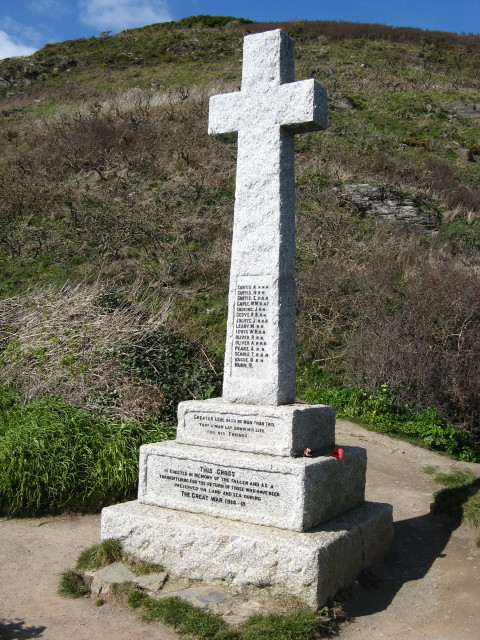
Polperro War Memorial